# Anheuser-Busch InBev
Anheuser-Busch InBev (AB InBev) est un groupe brassicole belge et le plus grand groupe brassicole au monde de par le volume de bière brassée. Coté en bourse, son siège social est situé à Louvain en Belgique. Le groupe résulte de l'acquisition de Anheuser-Busch par InBev en 2008.

## Histoire
En 2009, le groupe a réalisé 4,668 milliards d'euros de bénéfices et il employait 116 000 personnes dans le monde. En 2010, sa capitalisation boursière s'élève à 67 milliards d'euros (Euronext Brussels).

### Grupo Modelo
En juin 2012, AB InBev annonce qu'il rachète la seconde moitié de Grupo Modelo pour un montant de 20,1 milliards de dollars (environ 16 milliards d'euros), il en détient aujourd'hui la totalité. Dans le cadre de cette acquisition, Constellation Brands acquiert pour 1,85 milliard de dollars la participation de 50 % qu'il ne détenait pas dans les activités de distributions Grupo Modelo aux États-Unis, qui étaient possédées par ce dernier,.

### Oriental Brewery
En janvier 2014, AB InBev acquiert l'entreprise sud-coréenne Oriental Brewery pour 5,8 milliards de dollars, 5 ans après que InBev a vendu la même entreprise à KKR pour 1,8 milliard de dollars lors du rachat de Anheuser-Busch.

### Colorado
En juillet 2015, AB InBev acquiert l'entreprise de bière artisanale brésilienne Colorado pour un montant indéterminé, après avoir acquis en mai Bogotá Beer Company, une entreprise de bière artisanale colombienne également pour un montant inconnu. En septembre 2015, AB InBev acquiert pour un montant non-dévoilé, Golden Road, une microbrasserie basée à Los Angeles, produisant les IPA Point the Way et Wolf Among Weeds, ainsi que la bière Golden Road Hefeweizen.
Après la fusion avec Anheuser-Busch en 2008, l'augmentation des parts de marché se fait aussi par l'acquisition de brasseurs "craft" et de distributeurs. En 2015 le distributeur français Interdrinks est absorbé ce qui permet à InBev de prendre d'un geste la main sur une part importante des grossistes français.

### SABMiller
Le 13 octobre 2015, SABMiller annonce avoir accepté l'offre d'acquisition d'AB InBev de 96 milliards d'euros, après avoir refusé quatre offres similaires faites depuis septembre 2015 avec des montants moins élevés. Cette transaction est accompagnée d'une clause de rupture de contrat de 3 milliards de dollars à la charge de AB InBev. L'acquisition de SABMiller permettrait à AB InBev de renforcer sa présence en Afrique, continent où il est peu présent. Les analystes estiment toutefois qu'il sera obligé par les autorités de la concurrence à vendre la participation de SABMiller dans MillerCoors grâce à sa position dominante aux États-Unis, ainsi que la coentreprise de SABMiller avec China Resources Enterprise qui produit la bière chinoise Snow,.
En novembre 2015, AB InBev dans le cadre son acquisition de SABMiller, les deux entreprises précisent le montant de l'offre qui est finalement de 106 milliards de dollars. De plus, AB InBev trouve un accord avec Molson Coors pour la vente de 58 % dans MillerCoors pour 12 milliards de dollars. En parallèle, AB InBev acquiert les activités de bière et de cidre de Mark Anthony Group, une entreprise canadienne qui distribue notamment un grand nombre de bières de SABMiller au Canada. 
En février 2016, China Resources acquiert à Anheuser-Busch InBev, à la suite de l'acquisition par ce dernier de SABMiller, la participation de 49 % qu'il ne détient pas dans Snow pour l'équivalent d' 1,6 milliard de dollars, un prix nettement inférieur qu'anticipé par les analystes. Le même mois, Asahi fait une offre d'acquisition de 2,55 milliards de dollars pour les marques et les actifs associés de Peroni, Grolsch et Meantime, à la suite de l'acquisition par Anheuser-Busch InBev de SABMiller qui détenait notamment les marques Peroni et Grolsch.
En août 2016, AB InBev annonce dans un délai de 3 ans une réduction d'effectif de 3 % soit près de 5 500 emplois en lien avec sa fusion avec SABMiller.
Le 10 octobre 2016, l'acquisition de SABMiller par AB InBev est finalisée.
En décembre 2016, Asahi annonce l'acquisition pour 7,8 milliards de dollars des activités en Europe centrale et de l'Est de SABMiller, à la suite de l'acquisition de ce dernier par Anheuser-Busch InBev. Ces activités comprennent les marques : Pilsner Urquell, Tyskie, Lecher et Dreier,. Le même mois, Coca-Cola annonce l'acquisition pour 3,15 milliards de dollars de Coca-Cola Beverages Africa, présent dans l'embouteillage, dont AB InBev était co-actionnaire à hauteur de 54,5 %, à la suite du rachat de SABMiller.

### Bosteels
En septembre 2016, AB InBev annonce l'acquisition pour un montant non-dévoilé de l'entreprise brassicole Bosteels qui possède les marques Kwak, Tripel Karmeliet et DeuS,.
En août 2017, AB InBev annonce la fusion de ses activités en Russie et en Ukraine avec celle de Efes Beverage Group, qui ont respectivement des parts de marchés de 12 et 16 % en Russie, pour créer une co-entreprise détenue à 50-50. En effet, il détient depuis l'acquisition de SABMiller une participation de 24 % dans Efes.
En mars 2018, AB InBev vend certaines de ses activités en Argentine à CCU, à la suite de l'acquisition de SAB Miller, qui lui a donné une position quasi-monopolistique dans les pays. Ainsi AB InBev vend ses marques Isenbeck, Diosa, Norte, Iguana et Baltica, ainsi que les licences dans le pays de Warsteiner et de Grolsch. AB InBev reprend la licence Budweiser en Argentine détenue par CCU.
En juillet 2019, AB InBev annonce l'introduction en bourse de ses activités en Asie-Pacifique pour entre 8 et 10 milliards de dollars. Cependant l'introduction en bourse échoue, faute d'acheteurs au prix demandé. Le même mois, AB InBev annonce la vente de ses activités en Australie à Asahi Breweries pour 11,3 milliards de dollars. En septembre 2019, AB InBev remet en bourse ses activités en Asie-Pacifique et lève ainsi 5 milliards de dollars. En novembre 2019, AB InBev annonce l'acquisition du reste de la participation qu'il ne détenait pas dans Craft Brew Alliance pour 321 millions de dollars.

## Actionnaires
| Nom                                                                                            | Actions     | %       |
| Flottant                                                                                       | 862 794 735 | 49,67 % |
| Stichting AB InBev (50 % Familles Lemann, Sicupira et Herrmann Telles, 50 % Famille Van Damme) | 663 074 832 | 38,17 % |
| Eugénie Patri Sébastien (Famille Van Damme)                                                    | 130 092 214 | 7,49 %  |
| Anheuser-Busch InBev (Anheuser-Busch)                                                          | 35 455 836  | 2,04 %  |
| BRC Sàrl (Familles Lemann, Sicupira et Herrmann Telles)                                        | 34 670 040  | 1,99 %  |
| Amundi Asset Management (Crédit agricole)                                                      | 18 272 075  | 1,05 %  |
| Altria                                                                                         | 12 341 937  | 0,71 %  |
| Fonds Verhelst                                                                                 | 6 997 665   | 0,40 %  |
| Aguila Ltd                                                                                     | 6 000 000   | 0,34 %  |
| Fonds Baillet Latour                                                                           | 5 485 415   | 0,31 %  |
| Lyxor International Asset Management (Crédit agricole)                                         | 5 227 774   | 0,30 %  |

## Marques
Anheuser-Busch InBev divise son portefeuille de marques en trois catégories : les « marques globales », les « marques internationales » et les « marques locales ».
Marques globales
- Budweiser ;
- Corona ;
- Stella Artois.

Marques internationales
- Beck's ;
- Tripel Karmeliet ;
- Castle Lager et Castle Lite ;
- Hoegaarden ;
- Leffe ;
- Kwak ;
- Atlas.

Marques locales
- Harbin Ice (Chine) ;
- Hertog Jan (Pays-Bas) ;
- Labatt (Canada) ;
- Jupiler (Belgique) ;
- Skol (Brésil) ;
- Spaten (Allemagne) ;
- Löwenbräu (Allemagne) ;
- Victoria (Mexique) ;
- Brahma (Brésil) ;
- Camden Town Brewery (en) (Angleterre) ;
- Diekirch (Luxembourg) ;
- Corona Sunset (France) ;
- Cubanisto (France) ;
- 4 Pines (Australie).